# Държавно устройство на Мароко
Мароко е конституционна монархия.

## Крал
Кралят е държавен глава на Мароко, чийто трон се предава по мъжка линия, от баща на син. От 1666 година управлява династията на Алаутите.

## Законодателна власт
След конституционната реформа през 1996 г. Мароко има двукамарен парламент.
Горната камара на парламента – „Националния съвет“, има 270 съветници (членове), избирани за 9 години, като 162 от тях се избират от местните съвети.
Долната камара – „Камарата на представителите“, има 395 депутати.

## Съдебна власт
Съдебната власт е юридически независима, но членовете на Върховния съд се назначават от краля.